# Anton Sjödell
Martin Anton Sjödell, född Henriksson den 7 juli 1976 i Skånes-Fagerhults församling i Kristianstads län, är en svensk officer och politiker (moderat). Han är kommunstyrelsens ordförande i Gislaveds kommun sedan den 1 januari 2025 och kommunalråd sedan den 1 maj 2018.
Sjödell växte upp i Torekov. Han genomgick officersprogrammet vid Försvarshögskolan och var vid sitt tillträde som kommunalråd år 2018 anställd vid Försvarsmaktens tekniska skola, där han ansvarade för all marin utbildning. Han är ledamot i förbundsstyrelsen för Moderaterna i Jönköpings län sedan 2023.